# RENAVAL
RENAVAL – jedna z 15 inicjatyw wspólnotowych realizowanych w Unii Europejskiej w latach 1994–1999, wspierała przemiany w sektorze stoczniowym, po roku 2000 nie przedłużona.